# Stephanopis antennata
Coenypha antennata es una especie de araña del género Coenypha, familia Thomisidae. Fue transferida desde el género Stephanopis en 2021.

## Distribución
Se distribuye por Chile.

## Taxonomía
Fue descrita por Tullgren en 1902.